# Navštívení Panny Marie

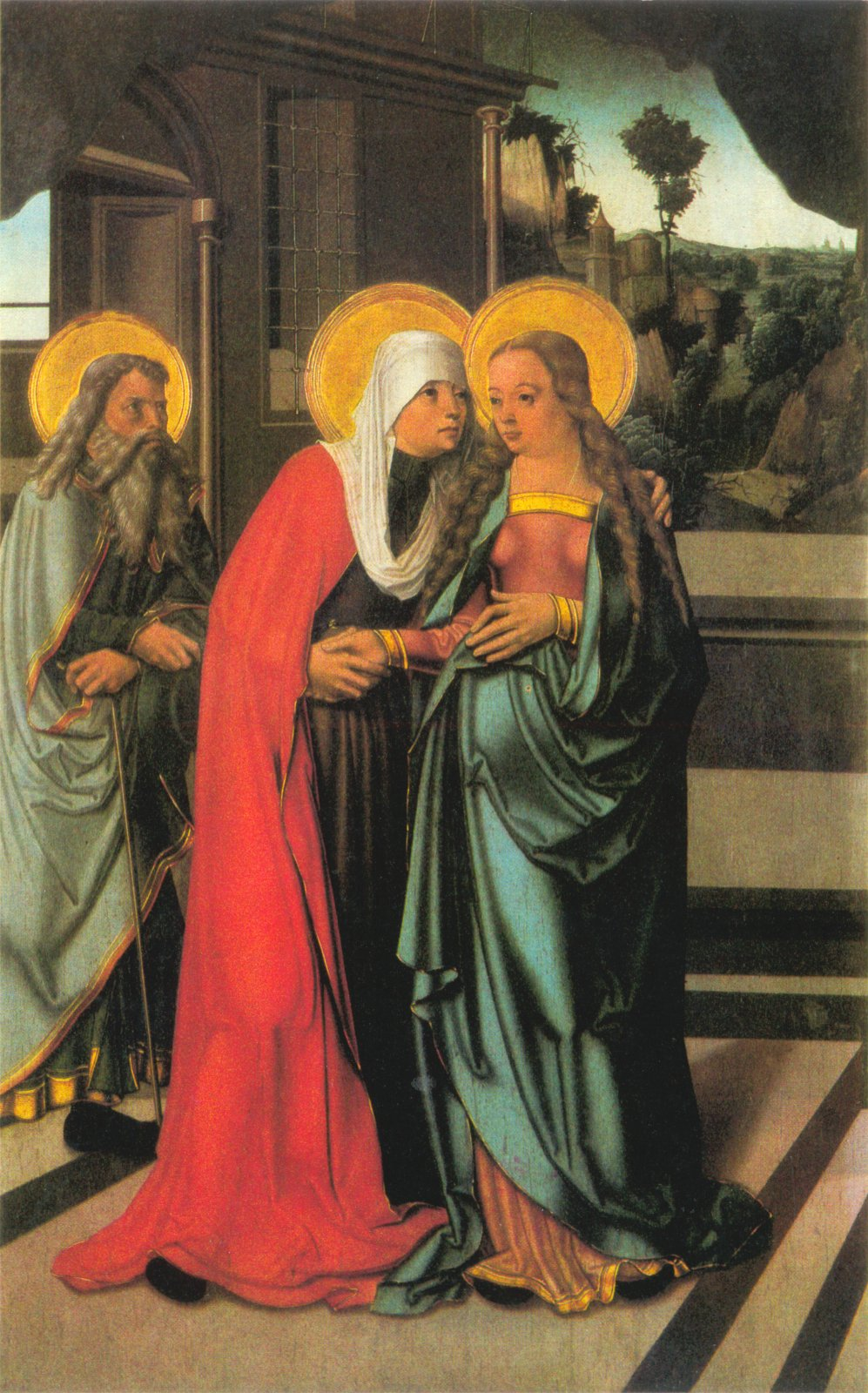
Navštívení od Mistra litoměřického oltáře, asi 1505

Navštívení Panny Marie (latinsky obvykle Visitatio Beatissimae Mariae Virginis) je označení pro novozákonní událost, popsanou v Lk 1, 40–56 (Kral, ČEP). Jde o setkání těhotné Panny Marie s rovněž těhotnou příbuznou Alžbětou, budoucí matkou Jana Křtitele. Těhotenství neplodné Alžběty měl být zázrak, který by Marii potvrdil předchozí Zvěstování Panny Marie. Jde také o příležitost, při níž byly poprvé proneseny dvě významné modlitby katolického křesťanství, Zdrávas Maria (respektive její část) a Magnificat. Svátek se v římskokatolické církvi slaví dle tradičního kalendáře 2. července, dle kalendáře nového mešního řádu památka připadá na 31. května. Je jí zasvěceno mnoho chrámů a inspirovala řadu uměleckých děl.

## Novozákonní podání

### Lukášovo evangelium
Podle novozákonního podání Maria poté, co jí bylo andělem zvěstováno, že porodí Syna Božího, vyšla (evangelista zdůrazňuje, že "spěchala") navštívit svou příbuznou Alžbětu, manželku kněze Zachariáše, která žila v blíže nespecifikovaném "judejském městě v horách" (Ejn Kerem viz dále), a která byla v pátém měsíci těhotenství, přestože byla již pokročilého věku a byla pokládána za neplodnou. Její těhotenství mělo být podle zjevení archanděla Gabriela v předcházejících verších pro Pannu Marii důkazem, že Ježíšovo narození bude zázrak a Zvěstování je pravdivé.
Alžběta Marii pozdraví slovy: „Požehnaná jsi nade všechny ženy a požehnaný plod tvého života. Jak to, že ke mně přichází matka mého Pána? Hle, jakmile se zvuk tvého pozdravu dotkl mých uší, pohnulo se radostí dítě v mém těle. A blahoslavená, která uvěřila, že se splní to, co jí bylo řečeno od Pána.“ (ČEP) Maria na to odpoví modlitbou, která vešla do liturgie pod názvem Magnificat:
| „                          | Duše má velebí Pána a můj duch jásá v Bohu, mém spasiteli, že se sklonil ke své služebnici v jejím ponížení. Hle, od této chvíle budou mne blahoslavit všechna pokolení, že se mnou učinil veliké věci ten, který je mocný. Svaté jest jeho jméno a milosrdenství jeho od pokolení do pokolení k těm, kdo se ho bojí. Prokázal sílu svým ramenem, rozptýlil ty, kdo v srdci smýšlejí pyšně; vladaře svrhl s trůnu a ponížené povýšil, hladové nasytil dobrými věcmi a bohaté poslal pryč s prázdnou Ujal se svého služebníka Izraele, pamětliv svého milosrdenství, jež slíbil našim otcům, Abrahamovi a jeho potomkům na věky. | “ |
| — český ekumenický překlad | |   |

Maria podle Lukášova evangelia pobyla ve městě tři měsíce a pak se (ještě před Alžbětiným porodem) vrátila do Nazaretu.
Ostatní evangelia se o této události nijak nezmiňují - Markovo a Janovo evangelium začínají až Ježíšovým křtem, Matoušovo evangelium sice Ježíšovo narození a události, které mu předcházely, popisuje, ale zaměřuje se spíše na postavu Josefa a Zvěstováním a Navštívením se nezabývá.

### Apokryfy
Poněkud podrobněji než Lukáš, ale bez zásadních rozporů, popisuje tuto událost apokryfní Protoevangelium Jakubovo, pocházející pravděpodobně z 2. století. V něm se Maria vydá ke své příbuzné Alžbětě. Zaklepe na dveře, Alžběta spěchá otevřít. Když spatří Marii, pozdraví ji slovy: „Jak je to možné, že ke mně přišla Matka mého Pána? Vždyť dítě, které ve mně přebývá, se pohnulo a pozdravilo tě“. Maria si neuvědomí souvislost se Zvěstováním, a odpoví poněkud odlišně než v Lukášovi: „Kdo jsem já, Pane, že mě oslavují všechny národy země?“ I zde zůstane Maria s Alžbětou tři měsíce a pomáhá jí, ale pak se vrátí domů a „ukryje se před syny Izraele“. V tomto textu není žádná souvislost mezi Zvěstováním a Navštívením, události Navštívení nemají být důkazem platnosti Zvěstování jako v Lukášově evangeliu. Chybí také zmínka o Alžbětině pokročilém věku.
Zajímavý je také popis v pozdním apokryfu Život Jana Křtitele, který napsal antiochijský patriarcha Serapion kolem roku 390. Většina popisu se téměř doslova shoduje s Lukášem, z teologického hlediska je však pozoruhodná poznámka, že „Slovo pokřtilo Jana již v lůně jeho matky“. Serapion také chápe setkání Panny Marie s Alžbětou jako naplnění proroctví z Knihy žalmů (Ž 85, 11 (Kral, ČEP)): „Setkají se milosrdenství a věrnost, spravedlnost s pokojem si dají políbení.“

### Korán
Korán na začátku 19. súry sice poměrně podrobně popisuje jak okolnosti početí a narození Jana Křtitele, tak okolnosti Zvěstování Ježíše Krista (oba jsou v islámu ctěni jako významní proroci, ač je pohled na jejich život a učení značně odlišný od pohledu křesťanského), mezi oběma popisy a také mezi Lukášovým evangeliem jsou zjevné paralely (struktura obou vyprávění je prakticky totožná), Navštívení ale výslovně nezmiňuje a ani vztahu mezi Ježíšem a Janem se nevěnuje nijak hlouběji.

## Lokace

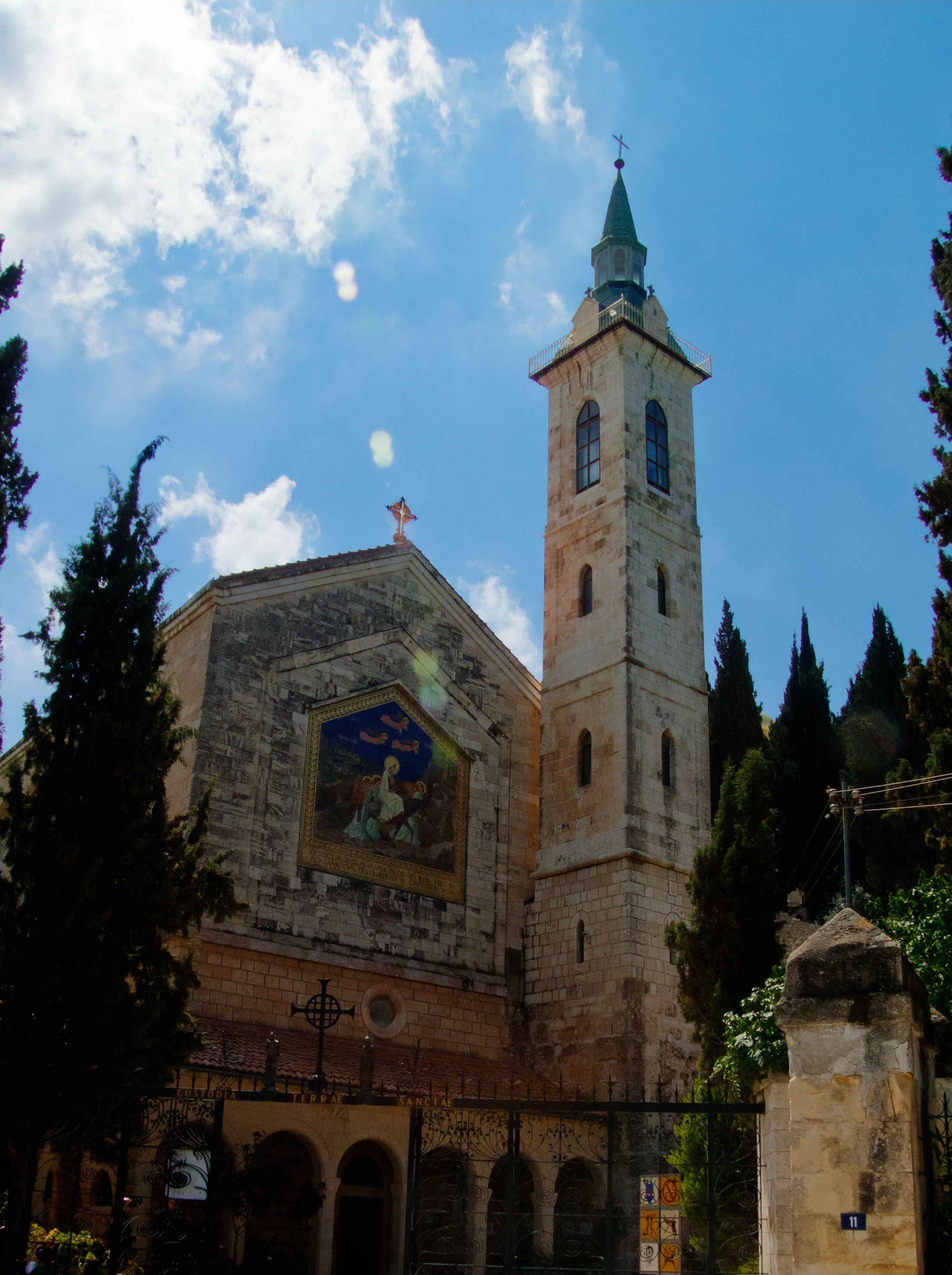
Kostel Navštívení Panny Marie v Ejn Kerem

Alžbětino bydliště a tedy i místo Navštívení je předmětem diskusí a dohadů již od středověku. Bible ani apokryfy konkrétní umístění neuvádí (řecky pouze "εις πολιν ιουδα", ČEP: "město Judovo", ČSP: "město v Judeji", překlad Ondřeje Petrů: "jedno město v Judeji"), uvádí však, že se dotyčné město nachází "v horách" (εις την ορεινην). Zpravidla se uvádí buď Hebron (vzdušnou čarou asi 130 km od Nazaretu, kde Maria žila) nebo dnešní jeruzalémské předměstí Ejn Kerem (vzdušnou čarou zhruba 100 km), méně často pak město Juta poblíž Hebronu, všechna tři města jsou (jako většina Judska) v hornatém terénu. Ani jedna z hypotéz není všeobecně přijímána.
Pro Ejn Kerem mluví především starobylá tradice západních, východních i orientálních církví, které ho uvádějí jako místo narození Jana Křtitele (a tedy logicky i bydliště Alžběty). V době křižáckých válek zde byl založen františkánský klášter, celá řada chrámů, a stalo se z něho důležité poutní místo. Tradice je poprvé písemně doložena z poloviny 9. století z rukopisu mnicha Epifania, v němž popisuje Svatou zemi, údajně se toto udání místa objevuje i v některých koptských a arabských rukopisech evangelií. Někdy se v této souvislosti poukazuje i na pasáž ze Starého zákona (Jeremjáš 6,1: „Prchejte do bezpečí, synové Benjamínovi, utečte z Jeruzaléma, v Tekóji zatrubte na polnici, vztyčte znamení nad Bét-keremem, protože ze severu vyhlíží zlo a veliká zkáza.“ - Bét-keremem je zřejmě míněn právě Ejn Kerem; bét znamená hebrejsky dům, ejn v tomto významu pramen, druhá složka s významem "vinice" je u obou slov shodná).
Pro Hebron, který navrhuje většina anglických komentátorů, katolických i protestantských (Catholic Encyclopedia, Matthew Henry), hovoří především to, že byl podle Joz 11, 21 (Kral, ČEP) městem kněží, a tedy by dobře vyhovoval jako bydliště kněze Zachariáše (Hebron ovšem nebyl jediným městem určeným pro kněží, kniha Jozue jich vyjmenovává celou řadu). Byl (po Jeruzalému) jedním z historických center Judeje a nachází se navíc ve výrazně hornaté krajině.
Nizozemský učenec Adriaan Reland (1676–1718), jeden ze zakladatelů orientalistiky, navrhl ve spise Palaestina ex monumentis veteribus illustrata domněnku, že řecké slovo ιουδα na tomto místě není jako obvykle označením pro Judeu, ale zkomoleninou jména města Júta či Juta (Joz 15, 55 (Kral, ČEP)), dnešní Jata (יטה‎) asi 10 kilometrů jižně od Hebronu; i Júta byla podle Jozue 21 město určené levitům, takže by město mohlo být Zachariášovým bydlištěm. Tato hypotéza ale nenašla širší ohlas.

## Výtvarné umění

### Ikony
Na ikonách je Navštívení tradičně zobrazováno jako obraz Marie objímající Alžbětu. Maria bývá spíše v levé části obrazu, ač to není pravidlem. Alžběta se někdy před Marií mírně uklání. V pozadí ikony bývá neurčitá scenérie města, oproti západnímu malířství to jen zřídkakdy bývá vchod do Alžbětina domu. Věkový rozdíl mezi Marií a Alžbětou většinou bývá nějakým způsobem naznačen, např. barvou Alžbětiných vlasů, v západním malířství, zvláště středověkém, bývá rozdíl daleko menší.

### Západní malířství
Na západě patří k nejvýznamnějším malířům Navštívení:
- před renesancí: Giotto, Jacques Daret (1434–1435), Rogier van der Weyden (1435–1440), Mistr Litoměřického oltáře (přibližně 1505)
- renesance: Fra Angelico (asi 1432–1434), Perugino (1472–1473), Piero di Cosimo (1489–1490), Domenico Ghirlandaio (1491), Mariotto Albertinelli (1503), Raffael Santi (1517), Pontormo (poprvé 1514–1516, podruhé 1528–1529),
- baroko: Matteo Rosseli, El Greco (1607–1614), Peter Paul Rubens (1612–1614), Rembrandt (1640), Philippe de Champaigne

V západním malířství stojí Maria častěji vpravo, často také Alžběta před Marií klečí (např. Domenico Ghirlandaio). Scenérie bývá většinou městská, ale objevuje se i přírodní (louky za městem Jacquese Dareta), často je to vchod do Alžbětina domu (např. El Greco, Fra Angelico). Ve většině západních verzí je v pozadí člověk v úctě klečící před tímto výjevem, obvykle je jím Alžbětin manžel Zachariáš (jako u Mistra Litoměřického oltáře), jindy dost obtížně identifikovatelná ženská postava (např. u Fra Angelica). Někdy je postav v okolí více, tvoří paralelu k Marii a Alžbětě v centru obrazu (Giotto, u něhož jsou ženy rovněž těhotné, pozdní Portromo, u něhož je v paralele k Marii a Alžbětě jedna mladá dívka a jedna stařena). Jak už bylo zmíněno, západní malířství tolik nezdůrazňuje Alžbětino stáří, ovšem u některých malířů (Rubens, Giotto, Pontormo) však tvoří věkový rozdíl obou žen zajímavý realistický detail. Také výraznost jejich těhotenství se u různých malířů značně odlišuje.
Obraz Mistra litoměřického oltáře, nejvýznamnějšího malíře české pozdní gotiky, pochází z let 1505–1510 a původně tvořil součást několikadílného Strahovského oltáře. Jde o temperu na lipovém dřevě, obraz je nyní umístěn v Národní galerii.
Mimo jakékoli konvence je manýristická verze El Greca, který scénu Alžběty vítající Marii zobrazil jako pochmurný a dynamický noční výjev (doslova "mezi dveřmi"). V jeho pojetí převládají různé odstíny šedé, ani jedné z žen není vidět do tváře.

## Liturgie

### Památka v kalendáři
Liturgická památka Navštívení Panny Marie se v západních církvích slaví 31. května (původně 2. července, tak dodnes ve starokatolické církvi a v některých oblastech Německa), ve východních 30. března.
Nejdříve se tato památka rozšířila ve františkánském řádu zásluhou sv. Bonaventury, který k této příležitosti složil některé texty a poprvé takto oslavil 2. července 1263. Mimo františkánský řád je Navštívení oslavováno od roku 1386, zakladatelem této slavnosti byl pražský arcibiskup Jan z Jenštejna, pro celou církev jej na jeho návrh zavedl papež Urban VI. v roce 1389. Ve východní církvi se tato památka rozšířila pod západním vlivem až v 19. století.
Datum 2. července vycházelo z františkánské tradice, v níž svátek vznikl, motivace tohoto data není zcela jasná. Nové datum, které vzniklo při úpravě liturgického kalendáře v roce 1969, vychází z původního záměru Jana z Jenštejna. Měl být zvolen den mezi 25. březnem, kdy se slaví Zvěstování, a 24. červnem, kdy se slaví narození Jana Křtitele (25. březen je devět měsíců před Vánoci, 24. červen je šest měsíců před Vánoci), aby datum lépe odpovídalo novozákonní chronologii. Volbou 31. května je navíc završen mariánský charakter měsíce května v lidové zbožnosti (viz májová pobožnost).
V katolické církvi je liturgickým čtením pro tento den úryvek z knihy proroka Sofoniáše (Sof 3, 14–18 (Kral, ČEP)), začínající slovy: „Jásej, siónská dcer, zaplesej, Izraeli“, místo žalmu se zpívá Iz 12, 2–6 (Kral, ČEP) s antifonou "Vládne nad vámi Svatý Izraele". Jako evangelium se klade úryvek z Lukáše, vyprávějící o této události: Lk 1,39-56.

### Význam pro katolickou modlitbu
Z textu biblického líčení této události jsou vzaty dva texty zcela zásadního významu pro římskokatolickou liturgii a zbožnost, modlitby Zdrávas Maria (ve které jsou spojeny pozdrav archanděla Gabriela ze Zvěstování, Alžbětino požehnání a navíc prosby doplněné v 15. století) a Magnificat (v denní modlitbě církve hlavní část nešpor, v anglikánské církvi ústřední součástí večerní modlitby).
Rozjímání o této události je druhým tajemstvím růžence. Navštívení bývá při růžencové meditaci spojováno se ctností laskavosti, účinné lásky k bližnímu.

### Význam pro církevní hudbu
Mimo nespočetná zhudebnění Ave Maria (nejznámější od Franze Schuberta a Gounoda) a Magnificat (zhudebnili mimo jiné Claudio Monteverdi, Antonio Vivaldi a Johann Sebastian Bach) existuje i další církevní hudba s Navštívením související. Johann Sebastian Bach napsal jednu ze svých nejslavnějších kantát, Herz und Mund und Tat und Leben (BWV 147), právě ku příležitosti tohoto svátku. K události Navštívení odkazuje např. také lidová koleda Byla cesta, byla ušlapaná, byť její líčení není příliš v souvislosti s biblickým popisem.

## Sakrální stavby
V českém prostředí je patrně nejznámější stavbou, zasvěcenou této události, bazilika na Svatém Kopečku poblíž Olomouce, velmi známé poutní místo. Dalším chrámem s titulem baziliky minor v Česku, zasvěcené této události, je ve Frýdku.
Dále je Navštívení Panny Marie zasvěcena celá řada menších kostelů a kaplí, viz rozcestníky Kaple Navštívení Panny Marie a Kostel Navštívení Panny Marie.
Pokud jde o zahraniční stavby, Navštívení Panny Marie jsou zasvěceny baziliky ve francouzském Annecy, v Německu v Marktleugastu a Werlu, v Polsku v Krakově, Radkówě, Reszelu a Sejnech, ve slovenské Levoči a ve Starých Horách a ve slovinském Žalci.

## Řeholní kongregace
Poctě Navštívení je věnován ženský řeholní Řád Navštívení Panny Marie, tzv. vizitantky (zkráceně VSM, latinsky Ordo Visitationis Beatissimae Mariae Virginis), který založili sv. František Saleský a sv. Jana Františka de Chantal ve Francii v roce 1610. Úkolem tohoto řádu je žít v napodobení vnitřních i vnějších ctností Panny Marie a spojovat tak rozjímání (coby vnitřní ctností) se službou nemocným a potřebným (coby vnější ctností, symbolizovanou právě Navštívením). Tento řád působí i v České republice, klášter se nachází v Kroměříži.[zdroj?] S tímto řádem je spojen také dnes už nefunkční klášter Chotěšov.

## Galerie

### Předrenesanční umělci

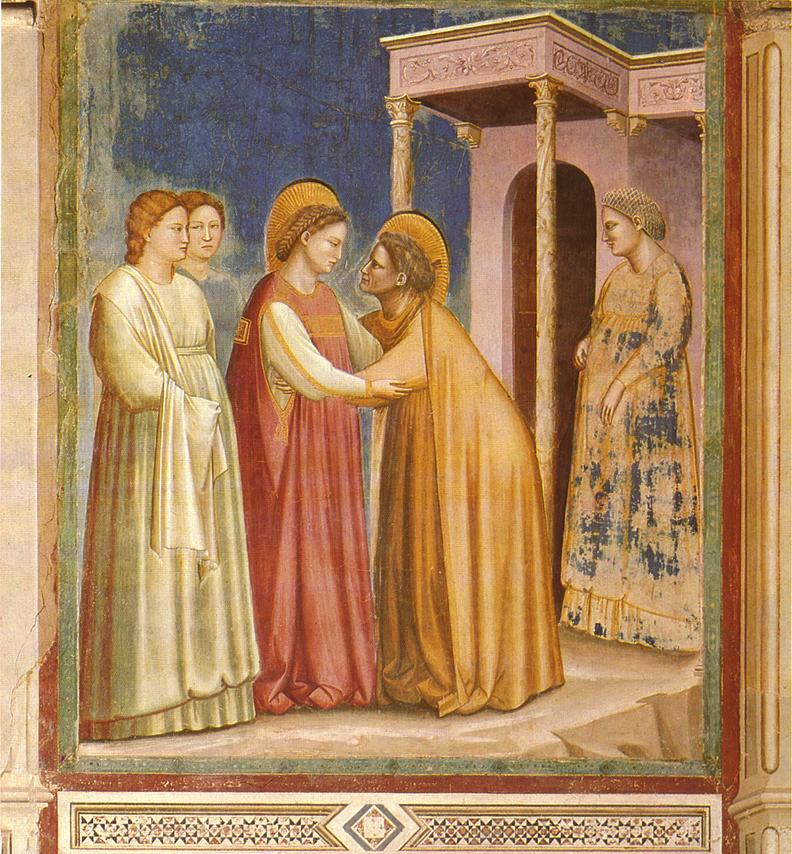
Giotto
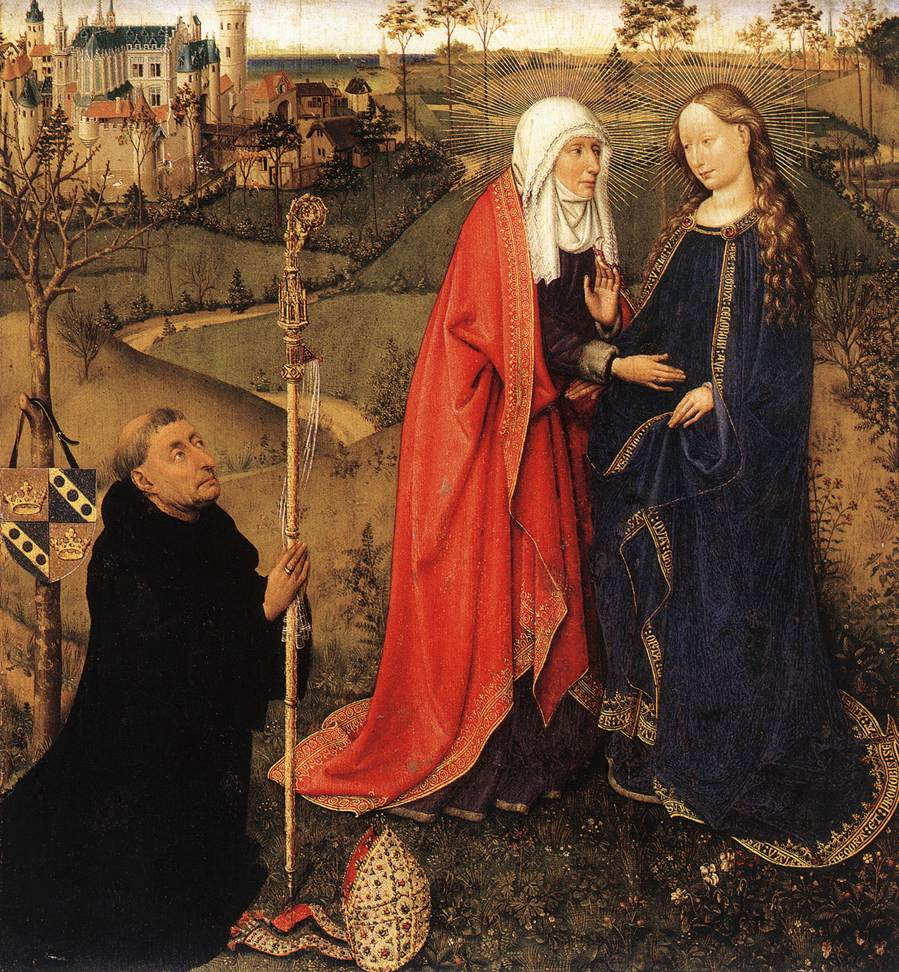
Jacques Daret
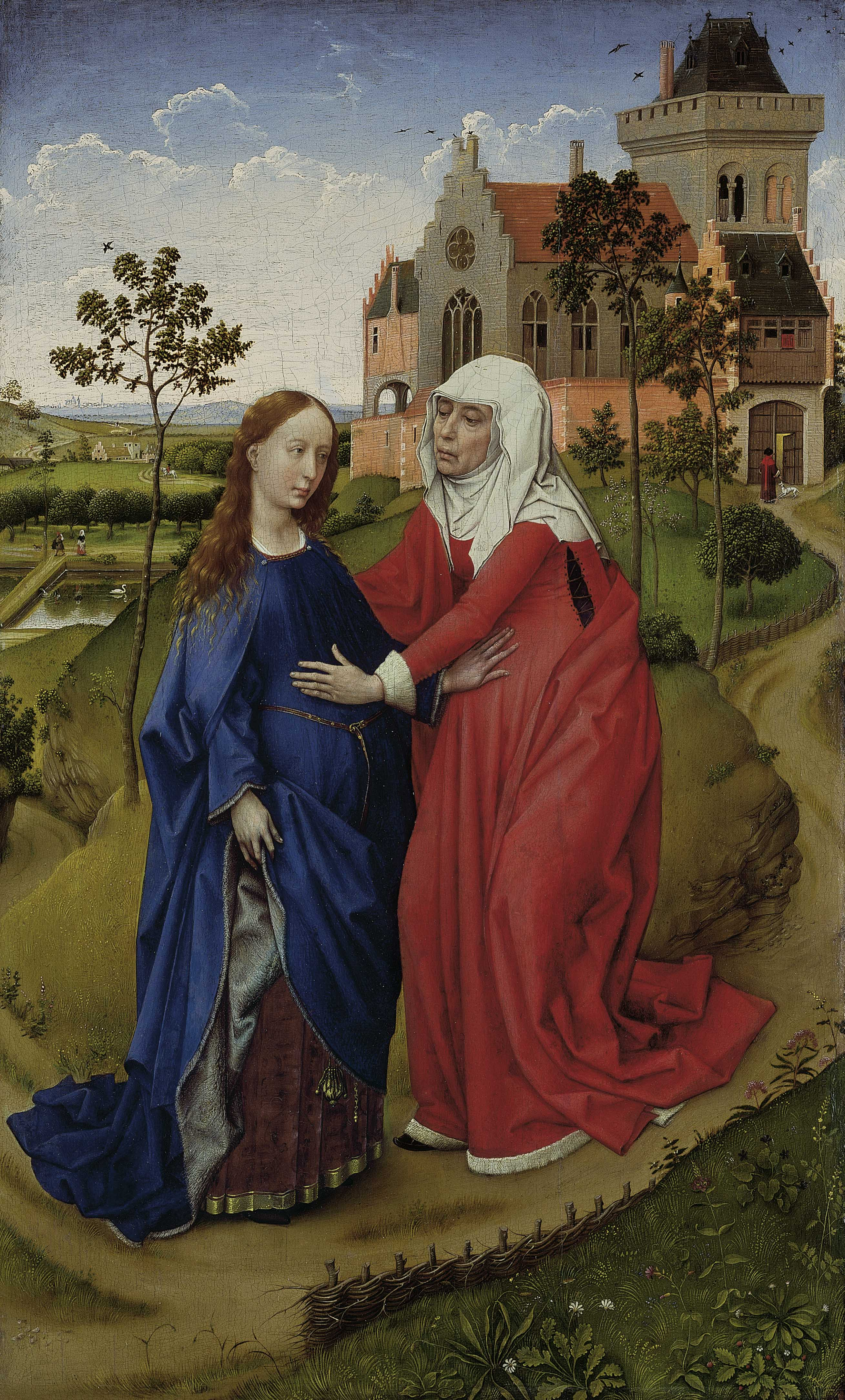
Rogier van der Weyden
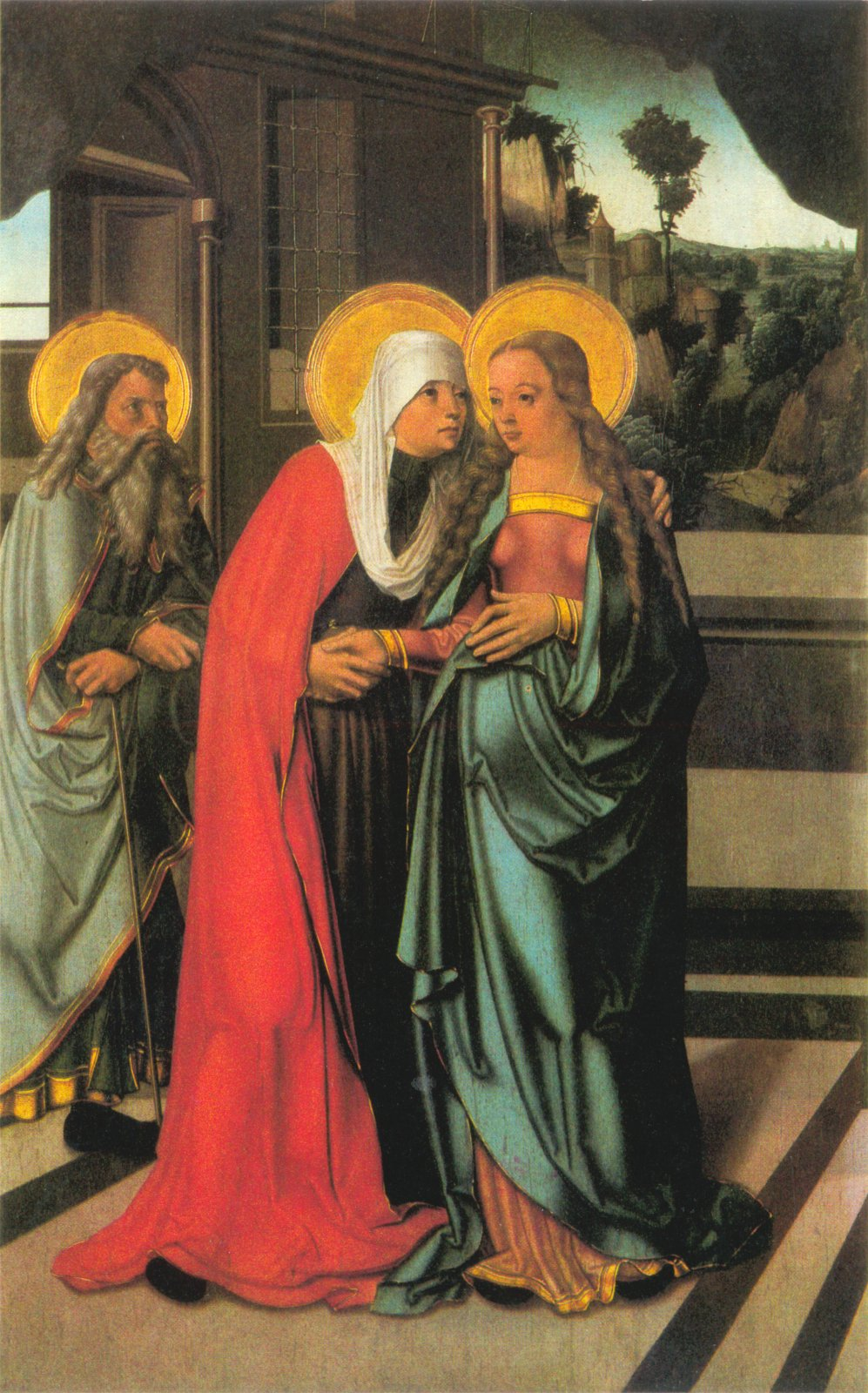
Mistr Litoměřického oltáře

### Renesanční umělci

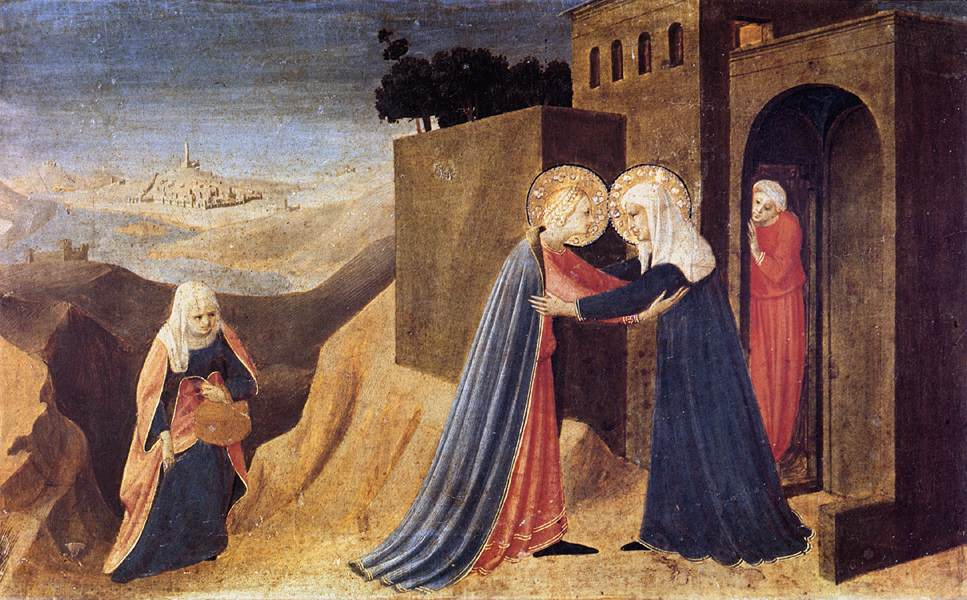
Fra Angelico
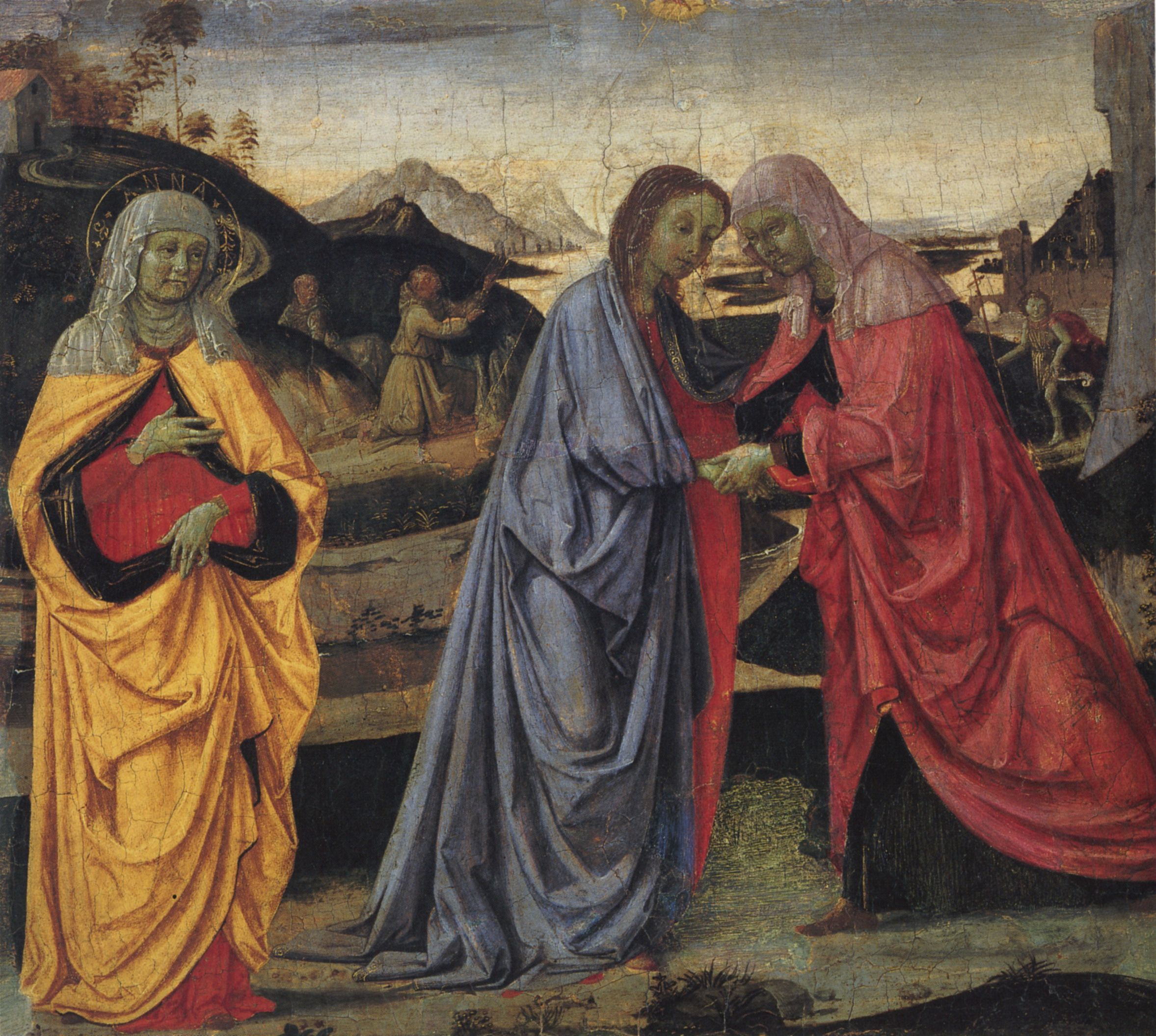
Perugino
Piero di Cosimo
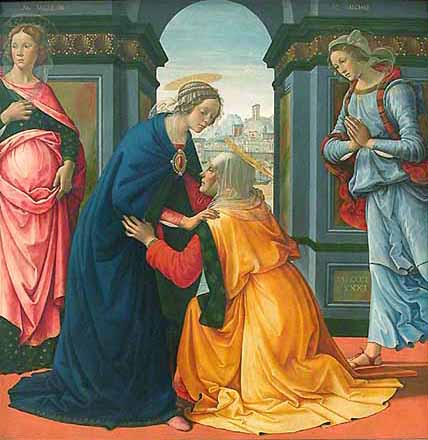
Domenico Ghirlandaio
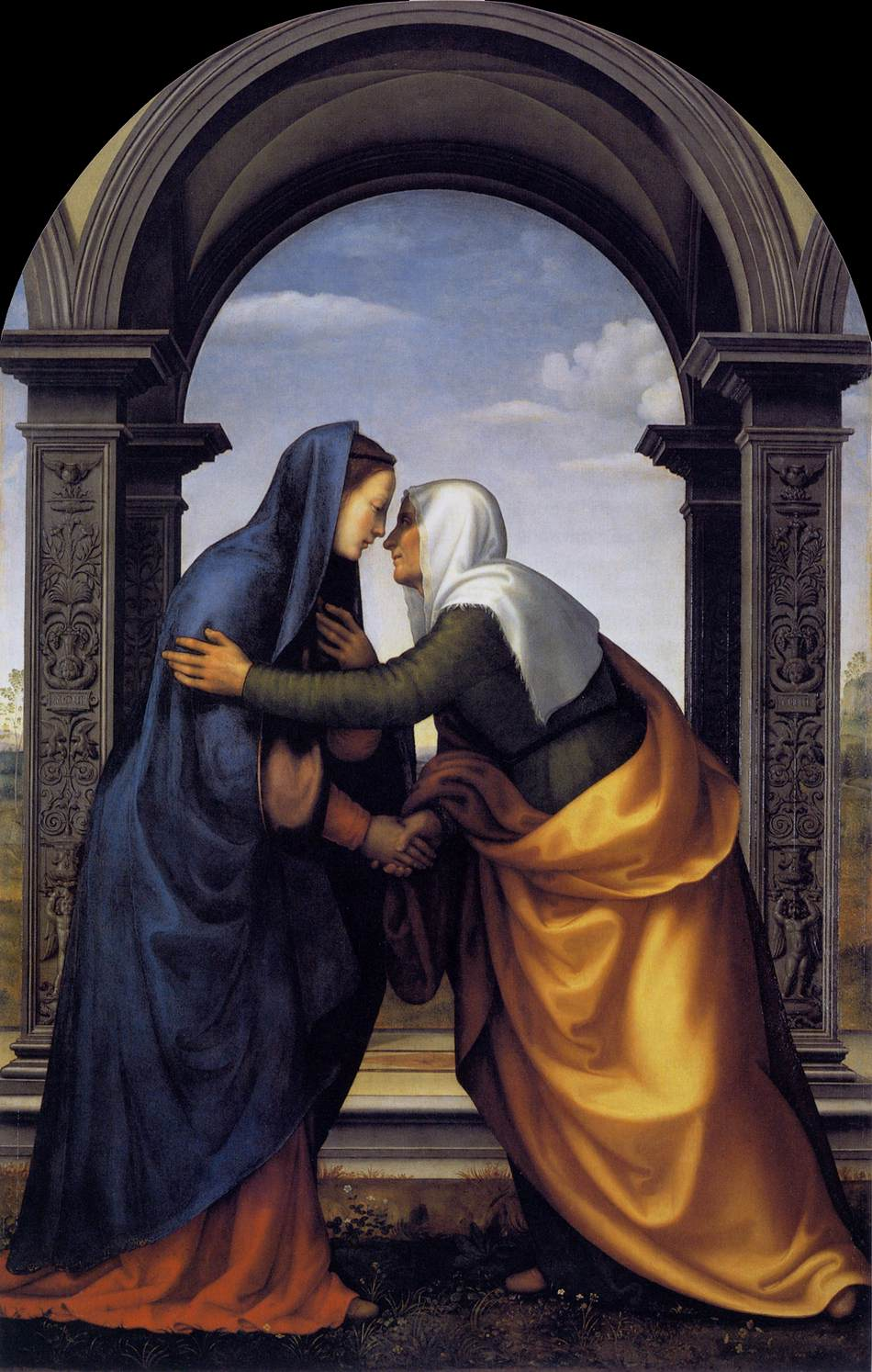
Mariotto Albertinelli
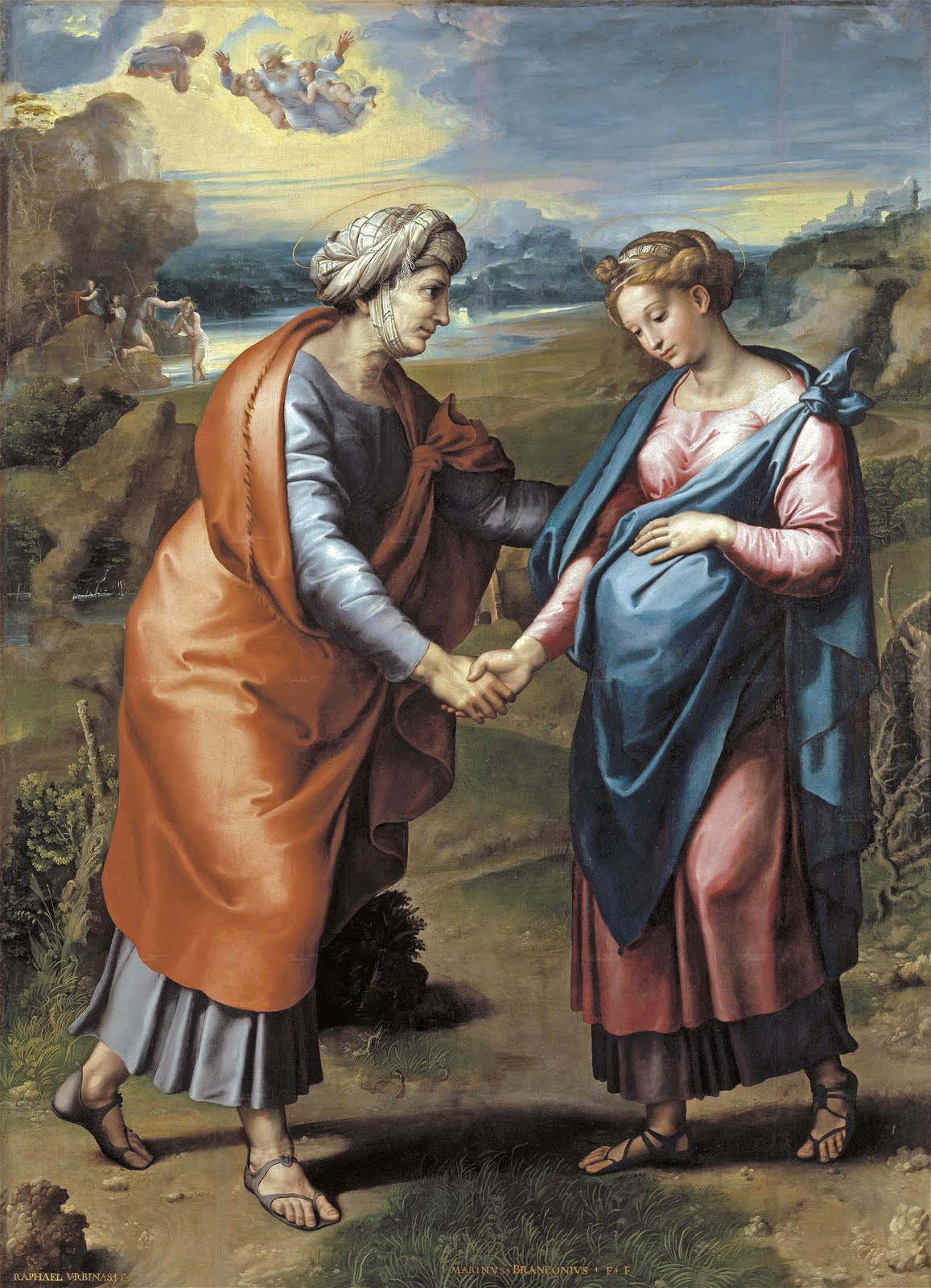
Raffael Santi
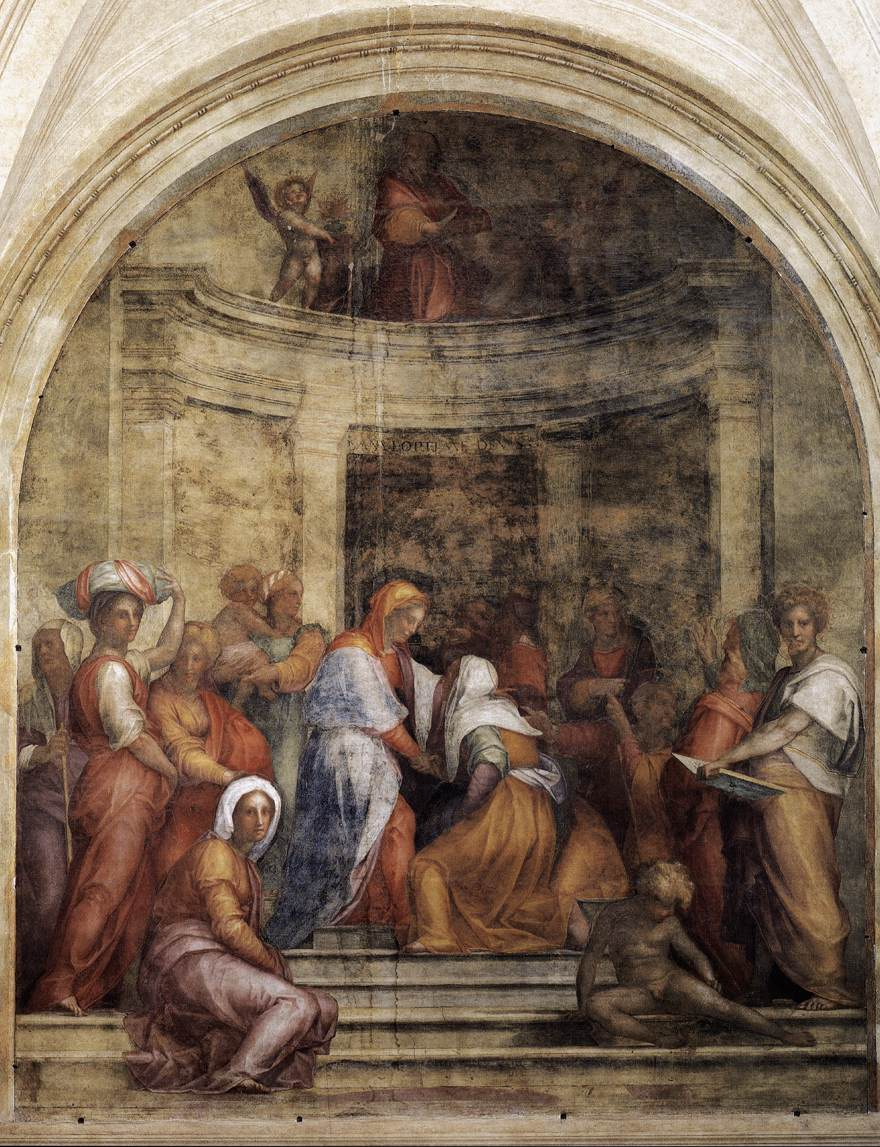
raný Pontormo
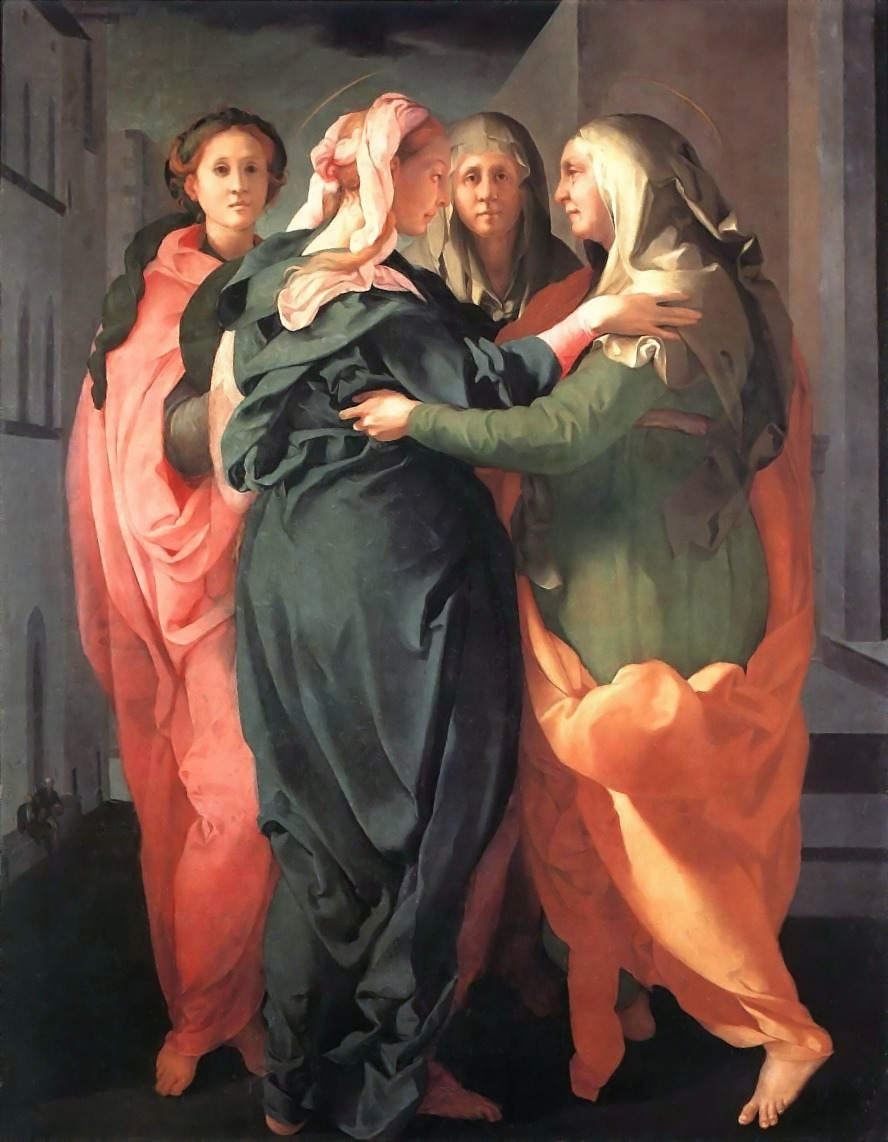
pozdní Pontormo

### Barokní umělci

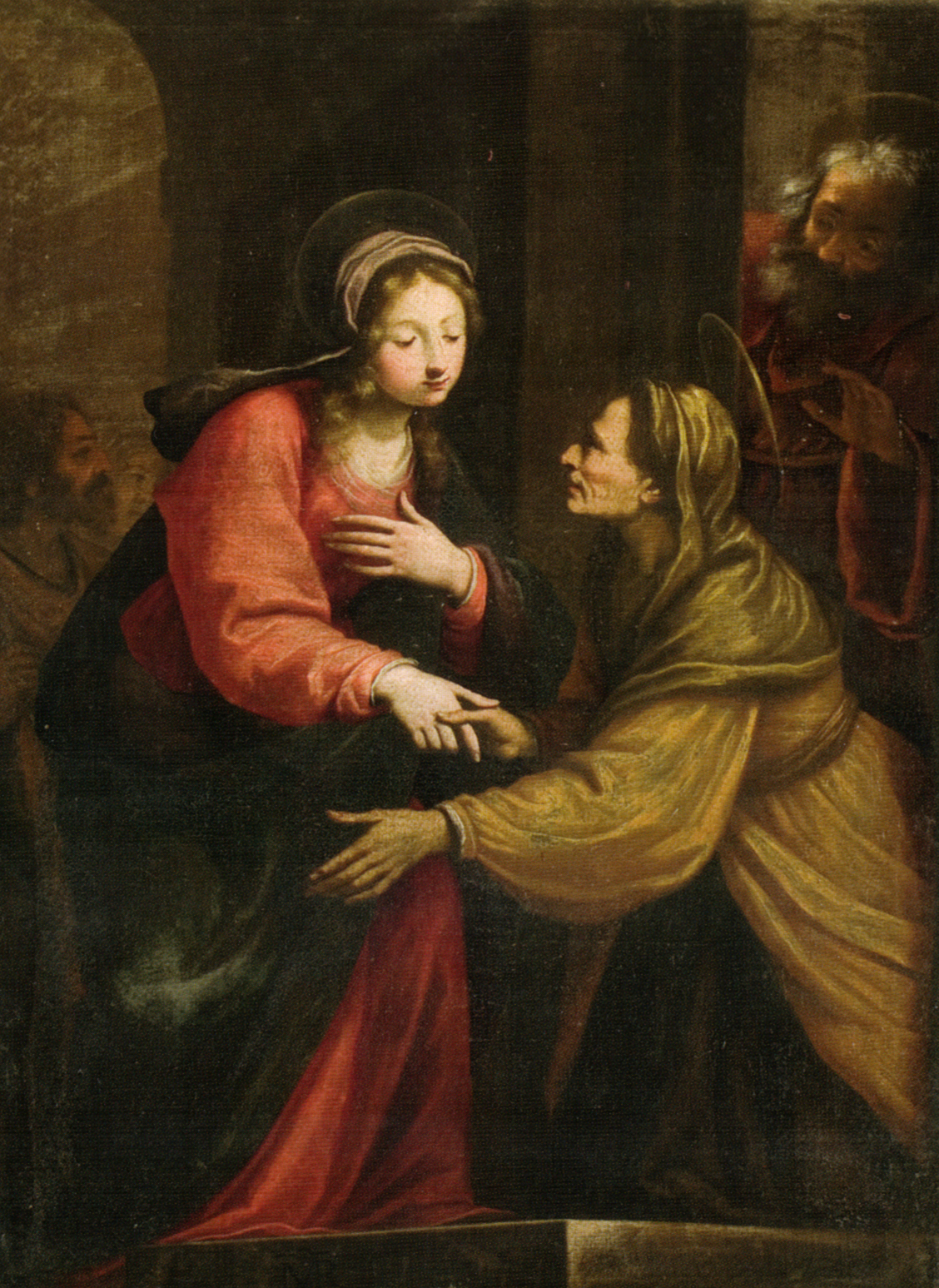
Matteo Rosselli
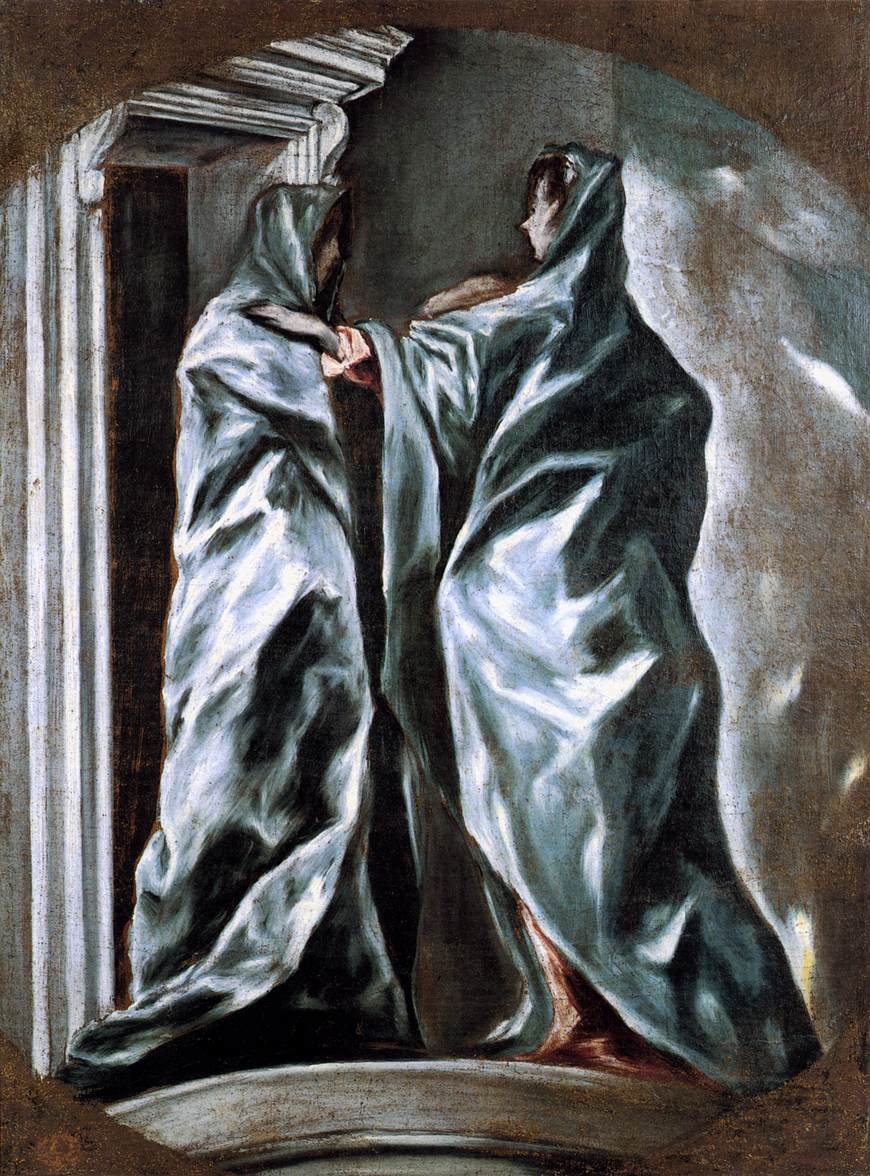
El Greco
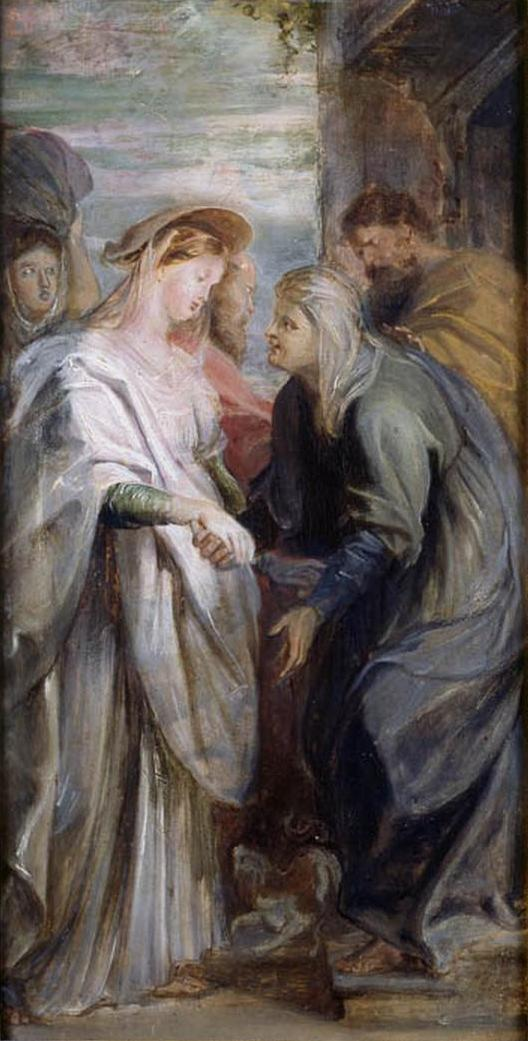
Rubens
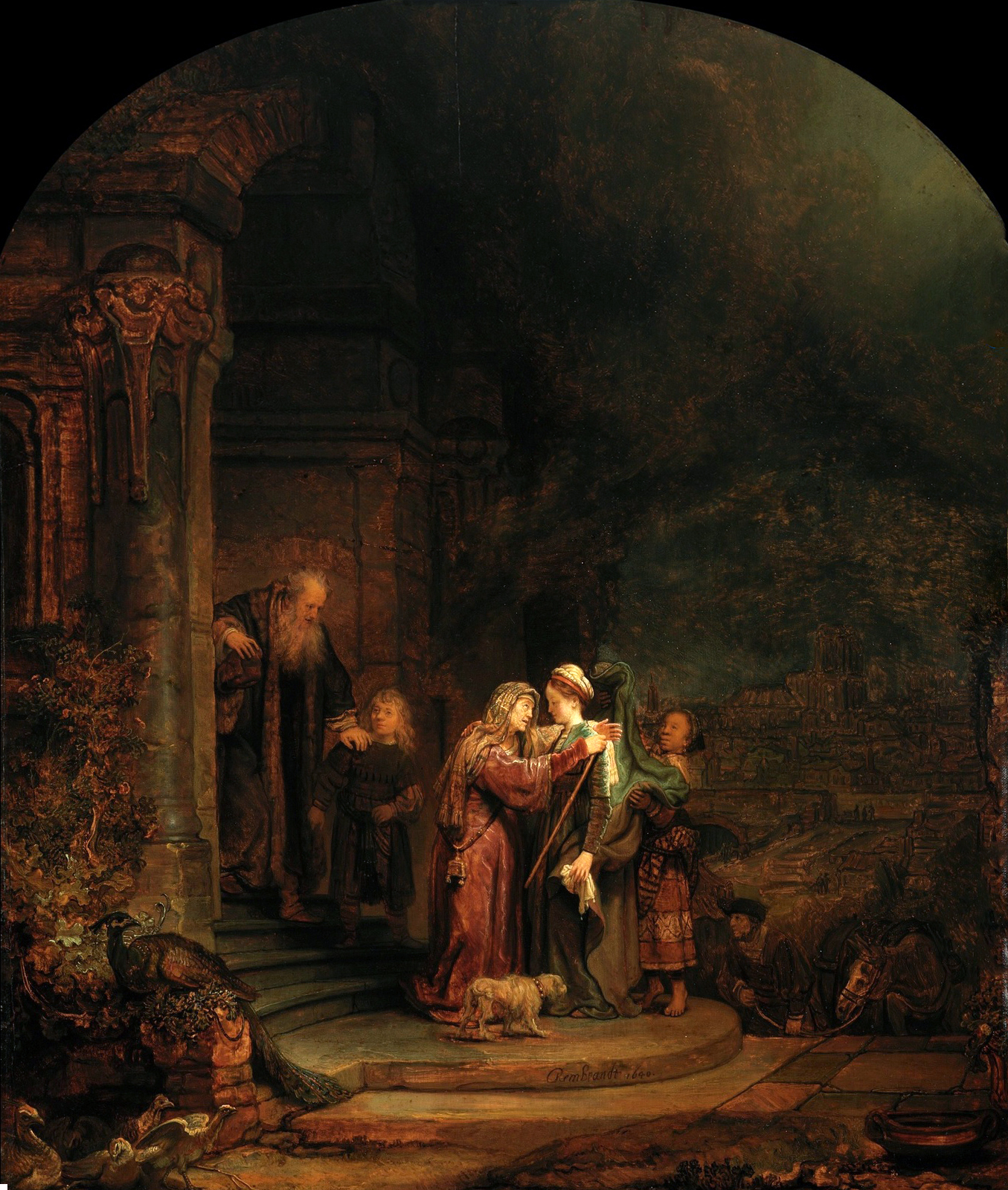
Rembrandt
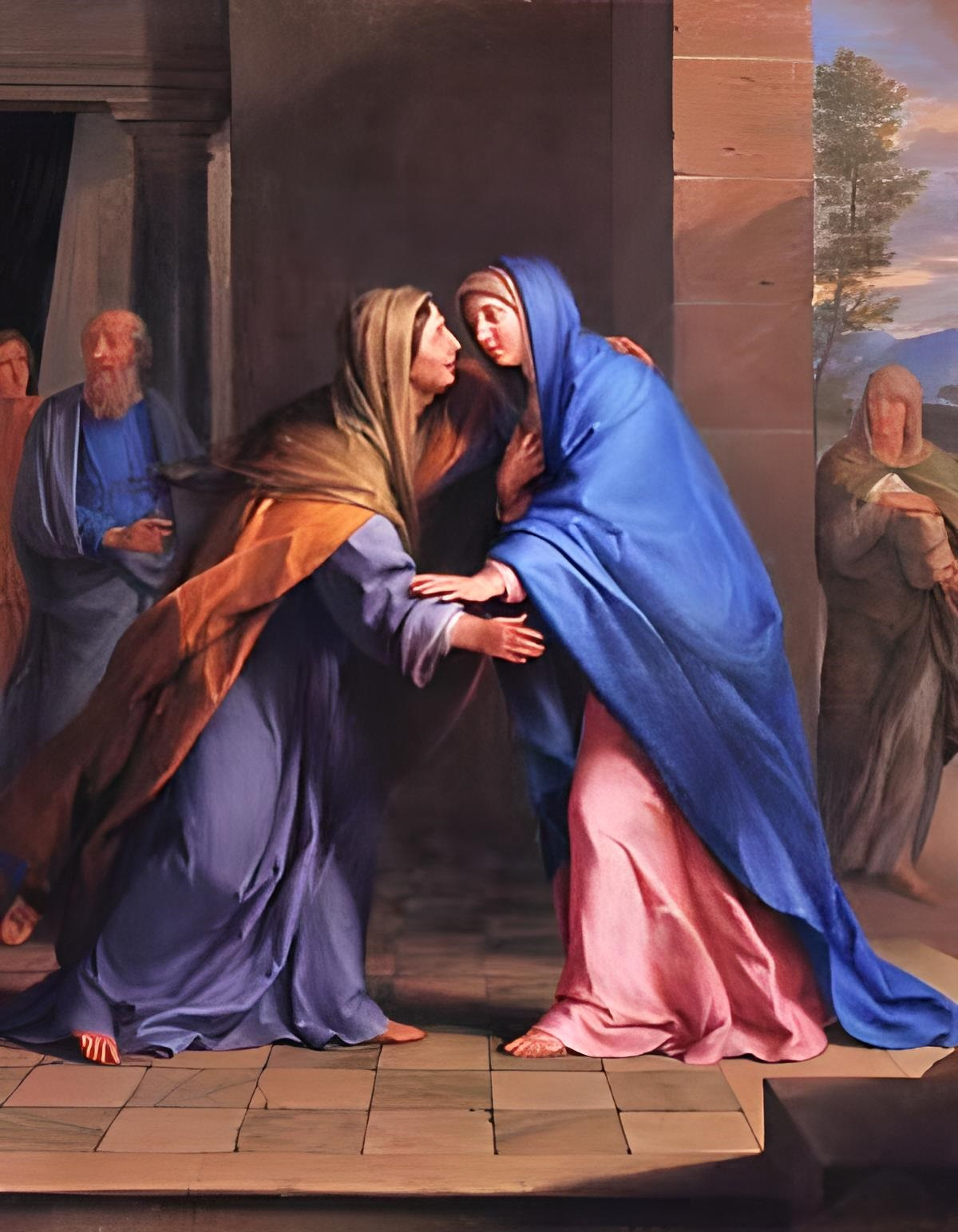
Phillippe de Champaigne